# Кубок Европы по легкоатлетическим многоборьям 2011
Кубок Европы по легкоатлетическим многоборьям 2011 года прошёл 2—3 июля на муниципальном стадионе имени Гжегожа Дунецкого в Торуне (Польша). В те же сроки в итальянском Брессаноне состоялся турнир в Первой лиге, а в португальской Рибейра-Браве — во Второй лиге.
В последний раз в истории зачёт у женщин и мужчин был раздельным, со следующего розыгрыша они боролись уже за общий приз.
Каждая команда была представлена четырьмя спортсменами. Всего на старт вышли 63 многоборца из 11 стран. Лучшие сборные в командном зачёте определялись по сумме результатов трёх лучших участников. Состав лиг на следующий Кубок Европы определялся по сумме выступлений мужской и женской команды каждой страны вне зависимости от лиг, в которых они выступали в 2011 году.

## Результаты

### Командное первенство
Впервые в истории сборная России выиграла командный приз одновременно у мужчин и женщин.
| Место | Команда                                                                               | Очки                  | Общая сумма |
| ----- | ------------------------------------------------------------------------------------- | --------------------- | ----------- |
| 1     | Россия · Василий Харламов · Александр Табала · Андрей Демьянов · Александр Кислов     | 7935 7773 7597 (7493) | 23305       |
| 2     | Эстония · Андрес Рая · Тармо Рийтмуру · Микк-Михкел Арро · Каарел Йыэвяли             | 8114 7656 7325 (7064) | 23095       |
| 3     | Беларусь · Николай Шубенок · Александр Корзун · Александр Пархоменко · Анатолий Кошар | 7678 7661 7617 (7363) | 22956       |
| 4     | Франция                                                                               |                       | 22935       |
| 5     | Польша                                                                                |                       | 22159       |
| 6     | Чехия                                                                                 |                       | 22113       |
| 7     | Украина                                                                               |                       | 21773       |
| 8     | Финляндия                                                                             |                       | 21690       |

| Место | Команда                                                                          | Очки                  | Общая сумма |
| ----- | -------------------------------------------------------------------------------- | --------------------- | ----------- |
| 1     | Россия · Анна Богданова · Александра Бутвина · Яна Пантелеева · Марина Гончарова | 6225 5948 5643 (5615) | 17816       |
| 2     | Украина · Людмила Йосипенко · Алина Фёдорова · Инна Ахкозова · Анастасия Мохнюк  | 5984 5881 5735 (5496) | 17600       |
| 3     | Франция · Бландин Месонье · Мариса Де Анисето · Орелия Шабуде · Ясмина Омрани    | 5814 5696 5482 (DNF)  | 16992       |
| 4     | Нидерланды                                                                       |                       | 16884       |
| 5     | Эстония                                                                          |                       | 16162       |
| 6     | Великобритания                                                                   |                       | 16095       |
| 7     | Чехия                                                                            |                       | 15612       |
| 8     | Греция                                                                           |                       | 15508       |

Курсивом выделены участники, чей результат не пошёл в зачёт команды

### Индивидуальное первенство
| Место | Атлет                | Страна    | Очки |
| ----- | -------------------- | --------- | ---- |
| 1     | Андрес Рая           | Эстония   | 8114 |
| 2     | Василий Харламов     | Россия    | 7935 |
| 3     | Гаэль Керен          | Франция   | 7799 |
| 4     | Александр Табала     | Россия    | 7773 |
| 5     | Сами Итани           | Финляндия | 7710 |
| 6     | Николай Шубенок      | Беларусь  | 7678 |
| 7     | Александр Корзун     | Беларусь  | 7661 |
| 8     | Тармо Рийтмуру       | Эстония   | 7656 |
| 9     | Кентен Жамье         | Франция   | 7654 |
| 10    | Александр Пархоменко | Беларусь  | 7617 |

| Место | Атлет              | Страна     | Очки |
| ----- | ------------------ | ---------- | ---- |
| 1     | Анна Богданова     | Россия     | 6225 |
| 2     | Людмила Йосипенко  | Украина    | 5984 |
| 3     | Ремона Франсен     | Нидерланды | 5965 |
| 4     | Александра Бутвина | Россия     | 5948 |
| 5     | Алина Фёдорова     | Украина    | 5881 |
| 6     | Бландин Месонье    | Франция    | 5814 |
| 7     | Инна Ахкозова      | Украина    | 5735 |
| 8     | Мариса Де Анисето  | Франция    | 5696 |
| 9     | Яна Пантелеева     | Россия     | 5643 |
| 10    | Марина Гончарова   | Россия     | 5615 |

## Первая лига
Соревнования в Первой лиге состоялись 2—3 июля в итальянском Брессаноне.
| Место | Команда        | Общая сумма |
| ----- | -------------- | ----------- |
| 1     | Великобритания | 22989       |
| 2     | Бельгия        | 22468       |
| 3     | Италия         | 21838       |
| 4     | Швейцария      | 21434       |
| 5     | Швеция         | 21152       |
| 6     | Греция         | 21139       |
| 7     | Нидерланды     | 20703       |
| 8     | Испания        | 20625       |

| Место | Команда   | Общая сумма |
| ----- | --------- | ----------- |
| 1     | Польша    | 17309       |
| 2     | Италия    | 17050       |
| 3     | Венгрия   | 17030       |
| 4     | Беларусь  | 16853       |
| 5     | Финляндия | 16541       |
| 6     | Швейцария | 16123       |
| 7     | Швеция    | 15602       |

## Вторая лига
Соревнования во Второй лиге состоялись 2—3 июля в португальской Рибейра-Браве.
| Место | Команда | Общая сумма |
| ----- | ------- | ----------- |
| 1     | Венгрия | 20922       |
| 2     | Латвия  | 19917       |
| 3     | Румыния | 18724       |
| 4     | Турция  | 16557       |

| Место | Команда | Общая сумма |
| ----- | ------- | ----------- |
| 1     | Испания | 16421       |
| 2     | Румыния | 16078       |
| 3     | Литва   | 15062       |
| 4     | Турция  | 12218       |